# Гастаты

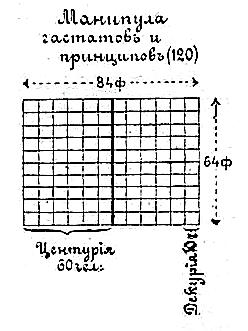
Центурия на схеме построения к статье «Манипула». Военная энциклопедия Сытина, Санкт-Петербург, 1911 — 1915 годы.

Гаста́ты (от лат. hastati — букв. «копейщики», от лат. hasta — «гаста») — воины авангарда тяжёлой пехоты римского легиона в IV—II вв. до н. э. (совместно с принципами и триариями действовали ориентировочно с 350 до 107 гг. до н. э.).
В лёгкие копейщики, один из четырёх родов пехоты римских легионов, набирали преимущественно молодых мужчин, 20 — 25 лет, чей боевой опыт был значительно ниже, чем у принципов и триариев. В боевом порядке манипулярного легиона гастаты составляли первую линию линейной пехоты.

## История
Предшественники гастатов, вероятно, набирались из представителей третьего класса деления царской эпохи. После военной реформы Камилла, последовавшей после разгрома при Аллии, все мужчины были отсортированы на разряды по имущественному состоянию. В этой системе гастатами становились третьи по богатству граждане, чуть беднее принципов, но богаче рорариев. Со временем от жёсткого имущественного разграничения стали отходить, по крайней мере, воины первых трёх разрядов начали распределяться по возрасту, и гастатами становились самые молодые мужчины. Ко времени Второй латинской войны (340—338 до н. э.) легион состоял приблизительно из 5000 человек и включал 15 манипул гастатов по 60 человек. На каждую манипулу гастатов в первой линии также приходилось по 20 вооружённых дротиками левисов. В эпоху Пунических войн численность легиона равнялась уже примерно 4200 человек, из них гастатов было 1200, разделённых на 10 манипул по 120 воинов в каждой. Вместо левисов к каждой манипуле гастатов приставлялось 40 легковооружённых велитов.
В IV столетии до н. э. римляне отказались от построения фалангой, перенятой, по всей видимости, от этрусков, заменив её более гибким манипулярным построением. Информация о данной тактике и манёврах линий пехоты в основном берётся из работ двух античных историков: Ливия и Полибия. Перед боем манипулы тяжёлой пехоты строились с промежутками в шахматном порядке, то есть за каждой манипулой гастатов был пустой промежуток между двумя манипулами принципов. Манипула делилась на две центурии, которые располагались в два ряда, одна за другой. Они вступали в бой после левисов или велитов, которые отступали назад через пустые промежутки между манипулами гастатов. Согласно реконструкции Коннолли, перед атакой задние центурии гастатов выходили из-за передних и заполняли интервалы, чтобы образовать сплошную линию. По сигналу трубы гастаты осуществляли два залпа дротиками и вступали в ближний бой, в котором стремились свалить противника на землю мощным ударом щита. Иногда враг не выдерживал первого же натиска римской пехоты, но если гастатам не удавалось оттеснить противника, то по сигналу трубы центурии заходили одна за другую, и первая линия отходила за принципов, после чего те в свою очередь тем же путём образовывали сплошную линию и вступали в бой. Если и принципы не смогли выиграть битву, то гастаты вместе с остальными подразделениями заходили за линию триариев, которые также смыкали ряды и обеспечивали армии возможность организованно отступить к укреплённому лагерю.
Данная модель манипулярной тактики не лишена недостатков и подвергается пересмотру отдельными исследователями. Например, немецкий историк Ганс Дельбрюк довольно критично относился к описаниям римской армии Ливием и отрицал смену линий римской пехоты в бою. По его мнению, интервалы между манипулами гастатов не могли быть широкими, так как в ближнем бою обособленная манипула рискует быть окружённой. Смыкание центурий в единую линию перед столкновением также является слишком сложным манёвром в условиях боя. По Дельбрюку, интервалы между подразделениями были небольшими и служили лишь для облегчения маневрирования. Гастаты не отступали за принципов и триариев, вторая и третья линии тяжёлой пехоты служили лишь для прикрытия возникающих брешей в первой линии. Ошибки Ливия Дельбрюк списывал на то, что римский историк мог наблюдать подобные манёвры на строевых учениях и ошибочно переносил их на поле реального боя.
После реформы Мария в 107 до н. э. гастаты вошли в состав когорты, имущественный ценз для легионеров был ликвидирован, а вооружение пехоты унифицировано.

## Вооружение
Гастаты были вооружены двумя дротиками (пилумами) длиной до 1,2 м и колюще-рубящим коротким мечом гладием/гладиусом. Гастаты использовали для защиты большой овальный щит скутум, высотой в 1,2 м и шириной около 75 см. Согласно Полибию, скутумы изготовляли из двух склеенных деревянных пластин, обтянутых тканью и телячьей кожей, также они усиливались железной кромкой. Такие крупные щиты римляне начали использовать вместо круглых клипеусов приблизительно в начале IV века до н. э. Доспехи гастатов обычно состояли из квадратной нагрудной пластины со стороной около 20 см и поножи на левой ноге, достаточно состоятельные легионеры носили кольчугу. Голову защищал бронзовый шлем, украшенный перьями чёрного или тёмно-красного цвета.